# Donuca memorabilis
Donuca memorabilis là một loài bướm đêm trong họ Noctuidae.

## Hình ảnh

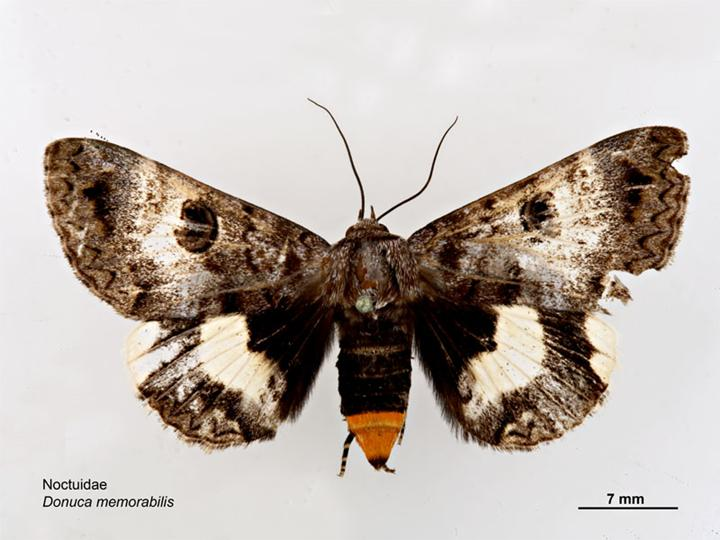